# Атлиманське болото
Болото Атлиман (болг. Атлиманско блато) — болото, колишня прибережна лагуна, розташоване в південній частині Чорноморського узбережжя Болгарії, приблизно за 1 км на південний захід від міста Китен і на північ від низов'я Китенської річки. Від Чорного моря відокремлене піщаною косою шириною від 300 до 500 м, на якій простирається південний пляж міста.
Довжина Атлиману з півночі на південь становить близько 0,8 км, максимальна ширина — до 0,7 км і має площу близько 0,05 км². Його висота коливається від 0,5 до 1 м. Має не постійне водне підживлення, тому часто пересихає влітку. При високій воді впадає в річку Караагач. Через східну частину болота штучною дамбою проходить ділянка Республіканської дороги ІІ-99 державної автомобільної мережі.

## Докладніше
- Аркуш карти K-35-68 Мичурин. Масштаб: 1 : 100 000. Стан місцевості на 1980 р. Видання 1986 р. (рос.)